# World Peace Is None of Your Business
World Peace Is None of Your Business è il decimo album in studio del cantautore britannico Morrissey, pubblicato il 15 luglio 2014 dalla Harvest Records.
Il disco ha debuttato al numero due nella Official Albums Chart, la classifica degli album più venduti nel Regno Unito, e alla posizione numero 14 della Billboard 200 negli Stati Uniti.

## Realizzazione
Il disco è stato registrato, nel mese di febbraio del 2014, presso gli studi Fabrique di Saint-Rémy-de-Provence, nel sud della Francia con la produzione da Joe Chiccarelli.
La foto sulla copertina del disco, che ritrae Morrissey al momento della registrazione dell'album, è stata realizzata nei pressi dello studio Fabrique e poi lavorata in digitale per rimuovere e modificare lo sfondo originale.
I primi due singoli estratti dall'album, l'omonimo World Peace Is None of Your Business e il brano Istanbul, sono stati pubblicati, rispettivamente, il 13 e il 20 maggio 2014. Il 3 giugno, il terzo singolo Earth is the Loneliest Planet, è stato reso disponibile in versione download digitale. Il video promozionale del brano presenta un cameo dell'attrice Pamela Anderson. Il 17 giugno è uscito The Bullfighter Dies, quarto singolo estratto dall'album, disponibile in versione digitale sul canale ufficiale YouTube di Morrissey. I quattro singoli sono stati poi raccolti in un'edizione in vinile 10", pubblicata il 7 luglio 2014. Il quinto singolo tratto dall'album, dal titolo Kiss Me a Lot viene pubblicato in versione download digitale il 26 marzo del 2015 dalla Atom Factory.
Il brano Scandinavia, contenuto nell'edizione deluxe dell'album, era stato presentato precedentemente dal vivo in diverse esibizioni del 2011 e del 2012.

## Tracce
1. World Peace Is None of Your Business – 4:21 (Boz Boorer)
2. Neal Cassady Drops Dead – 4:02
3. I'm Not a Man – 7:50
4. Istanbul – 4:40
5. Earth Is the Loneliest Planet – 3:38
6. Staircase at the University – 5:30
7. The Bullfighter Dies – 2:05
8. Kiss Me a Lot – 4:03
9. Smiler with Knife – 5:13
10. Kick the Bride Down the Aisle – 5:18
11. Mountjoy – 5:08
12. Oboe Concerto – 4:07

Tracce bonus edizione Deluxe
1. Scandinavia – 3:34
2. One of Our Own – 3:33
3. Drag the River – 4:40
4. Forgive Someone – 3:10
5. Julie in the Weeds – 3:59
6. Art-Hounds – 5:06

## Formazione
- Morrissey – voce
- Boz Boorer – chitarra
- Jesse Tobias – chitarra
- Solomon Walker – basso
- Matt Walker – batteria
- Gustavo Manzur – tastiere, percussioni